# Kofaktor (biohemija)
Kofaktor (koenzim) je neproteinsko hemijsko jedinjenje koje se vezuje za protein i koje je neophodno za biološku aktivnost proteina. Ti proteini su često enzimi, i kofaktori se mogu smatrati "pomoćnim molekulima" koji pomažu u biohemijskim transformacijama.

Kofaktori mogu da budu organski ili neorganski. Oni se takođe mogu klasifikovati po tome koliko čvrsto se vezuju za enzim, slabo vezani su koenzimi, dok su snažno vezani kofaktori prostetičke grupe. Neki izvori ograničavaju upotrebu termina "kofaktor" na neorganske supstance. Neaktivni enzim, bez kofaktora se naziva apoenzim, dok je kompletan enzim sa kofaktorima holoenzim.
Nekim enzimima ili enzimskim kompleksima je potrebno nekoliko kofaktora. Na primer, multienzimskom kompleksu piruvatne dehudrogenaze na raskršću glikolize i ciklusa limunske kiseline je potrebno pet organskih kofaktora i jedan metalni jon: slavo vezani tiamin pirofosfat (TPP), kovalentno vezani lipoamid i flavin adenin dinukleotid (FAD), i kosupstrati nikotinamid adenin dinukleotid (+) i koenzim A (CoA), i metalni jon (Mg2+).
Organski kofaktori su često vitamini ili su nastali iz vitamina. Mnogi sadrže nukleotid adenozin monofosfat (AMP) kao deo njihove strukture, kao što su ATP, koenzim A, FAD, i +. Ta zajednička struktura odražava zajedničko evoluciono poreklo kao deo ribozima u drevnom RNK svetu. Smatra se da je AMP deo molekula neka vrsta „ručke“ pomoću koje enzim može da prepozna koenzim i da pređe između raznih katalitičkih centera.

## Literatura
- Bugg, Tim (1997). An introduction to enzyme and coenzyme chemistry. Oxford: Blackwell Science. ISBN 978-0-86542-793-8.
- Branden C; Tooze J. Introduction to Protein Structure. New York, NY: Garland Publishing. ISBN 0-8153-2305-0.
- Sauke, David J.; Metzler, David E.; Metzler, Carol M. (2001). Biochemistry: the chemical reactions of living cells (2nd изд.). San Diego: Harcourt/Academic Press. ISBN 978-0-12-492540-3.
- Jordan, Frank; Patel, Mulchand S. (2004). Thiamine: catalytic mechanisms in normal and disease states. New York, N.Y: Marcel Dekker. стр. 588. ISBN 978-0-8247-4062-7.

## Spoljašnje veze
- Predavanje o kofaktorima Архивирано на веб-сајту  (5. октобар 2016)
- Cofactor у речнику
- Enzyme+cofactors на 
- Baza podataka kofaktora